# Javier Solís
Javier Solís, geboren als Gabriel Siria Levario (Mexico-Stad, 1 september 1931 – aldaar, 19 april 1966), was een populaire Mexicaanse zanger van bolero's en ranchera's. Hij was tevens filmacteur.

## Jeugd
Javier Solís werd geboren als Gabriel Siria Levario en was de oudste van drie kinderen. Zijn vader, Francisco Siria Mora, was bakker en zijn moeder, Juana Levario Plata, was marktkoopvrouw.
Toen haar echtgenoot haar verliet, besloot Siria's moeder haar zoon op te laten voeden door haar broer, Valentín Levario Plata, en diens vrouw, Ángela López Martínez, die Siria voor zijn echte ouders hield.
Siria ging vijf jaar lang naar school in Tacubaya in Mexico-Stad, waar hij geregeld meedeed aan zangwedstrijden. Hij moest echter stoppen met school om voor zijn familie te kunnen zorgen door botten en glas op te halen en later in een supermarkt te gaan werken. In november 1939 overleed zijn stiefmoeder, waardoor hij zeer geraakt was. Hij werkte nog als bakker, slager, timmermansknecht en autowasser. In zijn vrije tijd trainde hij om professioneel bokser te worden, maar de carrière eindigde al snel.
Siria nam deel aan zangwedstrijden onder het pseudoniem Javier Luquín. Met deze wedstrijden was een nieuw paar schoenen te winnen. Siria werd na verloop van tijd echter uitgesloten van deelname, omdat hij de wedstrijd te veel domineerde. Op dat moment werkte Siria als slager en zong hij tijdens het werk. Zijn baas, David Lara Ríos, hoorde hem zingen en was zo onder de indruk van zijn talent dat hij Siria overhaalde zich op zijn zangcarrière te richten. Ríos beval Siria aan bij zangleraar Noé Quintero en betaalde zelfs voor diens lessen. Tot genoegen van zijn familie gaf Siria daarop zijn boksaspiraties op.

## Doorbraak
Op zestienjarige leeftijd ging Siria naar Puebla om met de Mariachi Metepec te zingen, maar zijn professionele doorbraak kwam pas twee jaar later, toen Julito Rodriguez en Alfredo Gil van het beroemde zangduo 'Los Panchos' hem ontdekten en hem meenamen naar een auditie bij CBS Records.
Daar kwam hij in 1950 onder contract en nam hij zijn eerste album op. Hij zong tegelijkertijd in het Teatro Lirico in Mexico-Stad, waar hij danseres Blanca Estela Sáenz ontmoette, met wie hij later zou trouwen. Twee jaar later scoorde Siria zijn eerste hit met het nummer Lloraras. Zijn toenmalige producer Felipe Valdes Leal gaf hem toen zijn nieuwe artiestennaam: Javier Solís.
Solís verwierf internationale bekendheid in 1957 met optredens in de Verenigde Staten, Midden-Amerika en Zuid-Amerika. Hij was een van de eerste zangers in de 'Bolero-Ranchera'-stijl.

## Acteercarrière
Solís begon in 1959 met acteren en verscheen in meer dan twintig films samen met artiesten als Pedro Armendáriz, María Victoria, Antonio Aguilar en Lola Beltrán. Zijn laatste film, Juan Pistolas, werd voltooid in 1965.
- Biblioteca Nacional de España: XX1125944
- Bibliothèque nationale de France: cb17063744n (data)
- Catàleg d'autoritats de noms i títols de Catalunya: 981058516399306706
- Gemeinsame Normdatei: 143199773
- International Standard Name Identifier: 0000 0001 0890 810X
- Library of Congress Control Number: n92061348
- MusicBrainz: 49d300e4-b3bd-4a61-b85e-fb5d66948210
- Virtual International Authority File: 41035608
- WorldCat: E39PBJyGWFyQYx9yhmGBKxPbBP